# Jason Lindner
Jason Lindner (Brooklyn, Nueva York) es un pianista estadounidense de jazz, considerado una de las figuras de la escena de fusión de Nueva York de mediados los años 1990, siendo asiduo del Greenwich Village.

## Historial
Comenzó a estudiar piano desde muy niño, y ya con 15 años tocaba jazz con soltura. Fue aprendiz del bopper Barry Harris, y recibió clases también de Junior Mance y Jackie Byard. Recibió influencias de un gran número de músicas diferentes, además del jazz, y comenzó a tocar y girar con Claudia Acuña, Meshell Ndegeocello, Baba Israel, Dafnis Prieto, Avishai Cohen, Omer Avital y otros, además de liderar diversos grupos, incluyendo una big band. Ha girado también con Lauryn Hill y Roy Haynes, ha realizado arreglos y participado en actuaciones de la "Lincoln Center Afro-Latin Orchestra" y participado como músico en grabaciones de Chick Corea, Elvin Jones, Wynton Marsalis, Paquito D’Rivera, Jon Hendricks, James Moody, Mark Turner, o Randy Brecker.

## Estilo
Lindner es un declarado admirador del R&B y del hip-hop, ha tocado neo soul con Amel Larrieux, e incluso se ha adentrado en el house, especialmente en el trance. Como compositor, según el crítico John Murph, muestra una gran afinidad con los ritmos sincopados y las melodías memorables, reconciliando elementos del jazz afrocubano, y el jazz modal, con el R&B, el hip-hop y la música house.